# Alice Coltrane
Pour les articles homonymes, voir Coltrane.
Alice Lucille Coltrane (nom de naissance Alice Lucille MacLeod) connue également sous le nom de Swami Turiya Sagittinanda, née le 27 août 1937 à Détroit et morte le 12 janvier 2007 à Los Angeles, est une harpiste américaine, pianiste, organiste, vibraphoniste et compositrice de jazz.

## Biographie

### Jeunesse et formation
Alice Lucile Mcleod est née à Détroit en 1937, au sein d'une famille de musiciens, elle est la fille de Solon et d'Anna McLeod, une pianiste et chanteuse d'église, son frère Ernie Farrow, deviendra un bassiste professionnel. Alice chante et joue pour le chœur de l'église baptiste du Mont de l'Olivier que ses parents dirigent.
Elle étudie la musique classique dès l'âge de sept ans, puis travaille l'harmonie et l'orgue. Durant ses études secondaires à la Cass Technical High School (en) de Detroit, elle côtoie des musiciens comme le pianiste Hugh Lawson (en) ou le batteur Earl Williams. Elle y a parmi ses professeurs de musique la harpiste Velma Froude, mais elle délaisse la harpe pour se consacrer au piano et au vibraphone. En 1959, elle part pour Paris pour apprendre le piano-jazz auprès de Bud Powell.

### Carrière
En 1960, Alice commence sa carrière musicale en intégrant le quartet du vibraphoniste Terry Gibbs en tant que pianiste.
En 1963, alors que le quartet de Terry Gibbs joue au club de jazz, le Birdland de New York, elle fait la connaissance de John Coltrane,. C'est le coup de foudre et ils se marient deux ans après. En 1965, elle quitte Terry Gibbs pour jouer dans la formation de John Coltrane, où elle remplace le pianiste McCoy Tyner,.
En 1967, John Coltrane, qui depuis 1964 s'intéresse aux musiques d'extrême-orient, commande une harpe. Celle-ci est malheureusement livrée après sa mort. Afin de respecter les perspectives musicales que pouvait apporter la sonorité de la harpe, Alice se met à en jouer. En 1975, elle joue un solo de harpe dans le morceau Wisdom Eye paru dans l'album Eternity (Alice Coltrane album) (en),, devenant ainsi une des grandes harpistes de jazz aux côtés de Dorothy Ashby qui, comme elle, avait été formée à la Cass Technical High School de Détroit, par Velma Froude,.
Depuis sa conversion à l'hindouisme, elle change son style de musique, qui va prendre un tournant dit "extatique", style représenté plus particulièrement par quatre albums : Turiya Sings (1982), Divine Songs (en) (1987), Infinite Chants (1990) et Glorious Chants (1995), destinés à l'origine aux rites célébrés au sein de son ashram le Sai Anantam.
Dans les années 1970, elle publie chez Warner Bros les derniers enregistrements de John Coltrane.
En 2004, après un long retrait de la scène musicale elle fait une dernière apparition avec la réalisation de l'album Translinear Light (en), produit par son fils Ravi Coltrane pour le label Impulse!,.
Son album Journey in Satchidananda (en) est sélectionné  par la National Public Radio comme faisant partie des 150 meilleurs disques réalisés par des femmes, il est classé à la 86e place entre Diamonds & Rust (song) (en) de Joan Baez et Los Angeles (X album) (en) du groupe de rock punk X (groupe).

### La conversion à l'hindouisme
Après la mort de son mari John Coltrane en 1967, elle apprend la harpe et produit des disques où sa musique mêle jazz modal et musique indienne. Sur la suggestion de son bassiste Vishnu Wood, elle rencontre le gourou Swami Satchidananda au Satchidananda's Integral Yoga Institute. Le gourou lui enseigne les bases de l'hindouisme et fait avec elle un pèlerinage de cinq semaines en Inde,.
Endeuillée par la disparition tragique de son fils John Coltrane Jr. à l'âge de 17 ans, elle décide de se retirer du monde en 1983 en créant un ashram pour se vouer à l'hindouisme,. Elle fonde le Sai Anantam Ashram à Agoura Hills (Californie) et prend le nom de Swamini Turiyasangitananda (expression sanskrite qui se traduit par "La félicité de la plus haute chanson de Dieu",.
L'ashram ferme ses portes en 2017 et est détruit lors des incendies de 2018.

### Vie privée
En 1960, elle épouse le chanteur de jazz Kenny (Pancho) Hagood. De leur union naît une fille Michelle.
En 1965, après avoir divorcé, elle épouse John Coltrane à Ciudad Juárez (Mexique). Le couple donne naissance à trois enfants : Ravi, Oranyan et John Coltrane Jr. (ce dernier meurt à l'âge de 17 ans dans un accident automobile). Elle se retrouve veuve en 1967 et ne se remariera pas, se consacrant à l'éducation de ses quatre enfants, à la musique puis à l'hindouisme.

### La fin
Alice meurt des suites d'une insuffisance respiratoire au West Hills Hospital and Medical Center de West Hills le 12 janvier 2007, à l’âge de 69 ans.
Alice repose au Pinelawn Memorial Park d'East Farmingdale dans le comté de Suffolk (État de New York) aux côtés de son époux John Coltrane.

## Discographie

### En tant que leader
- A Monastic Trio (Impulse!, 1968)
- Cosmic Music (Impulse!, 1966–68) with John Coltrane
- Huntington Ashram Monastery (Impulse!, 1969)
- Ptah, the El Daoud (Impulse!, 1970)
- Journey in Satchidananda (Impulse!, 1970)
- Universal Consciousness (Impulse!, 1971)
- World Galaxy (Impulse!, 1972)
- Lord of Lords (Impulse!, 1973)
- Reflection on Creation and Space (a Five Year View) (Impulse!, 1973; compilation)
- Eternity (Warner Bros, 1975)
- Radha-Krsna Nama Sankirtana (Warner Bros., 1976)
- Transcendence (Warner Bros., 1977)
- Transfiguration (Warner Bros., 1978)
- Turiya Sings (Avatar Book Institute, 1982)
- Divine Songs (Avatar, 1987)
- Infinite Chants (Avatar, 1990)
- Glorious Chants (Avatar, 1995)
- Priceless Jazz Collection (GRP, 1998; compilation)
- Astral Meditations (Impulse!, 1999; compilation)
- Translinear Light (Impulse!, 2004)
- The Impulse Story (Impulse!, 2006; compilation)
- World Spiritual Classics: Volume I: The Ecstatic Music of Alice Coltrane Turiyasangitananda (Luaka Bop, 2017; compilation)
- The Carnegie Hall Concert (Impulse! Records, 2024; Live 1971)

### Collaborations
Avec John Coltrane
- Live at the Village Vanguard Again! (Impulse!, 1966)
- Live in Japan (Impulse!, 1966; released 1973)
- Stellar Regions (Impulse!, 1967; released 1995)
- Expression (Impulse!, 1967)
- The Olatunji Concert: The Last Live Recording (Impulse!, 1967; released 2001)
- Infinity (Impulse!, 1972)

Avec Terry Gibbs
- Terry Gibbs Plays Jewish Melodies in Jazztime (Mercury, 1963)
- Hootenanny My Way (Mercury, 1963)
- El Nutto (Limelight, 1964)

Avec Carlos Santana
- Illuminations 1974 - avec entre autres, Jack DeJohnette.
- Divine Light 2001 - avec Billy Cobham, Jack DeJohnette, Jan Hammer, John McLaughlin et Michael Shrieve.

Avec Charlie Haden
- Closeness (Horizon, 1976)

Avec Joe Henderson
- The Elements (Milestone, 1973)

Avec McCoy Tyner
- Extensions (Blue Note, 1970)

Compilations
- Stolen Moments: Red Hot + Cool